# Stephen Giles
Stephen Giles (Saint Stephen, 4 luglio 1972) è un canoista canadese.
Ha vinto una medaglia di bronzo alle Olimpiadi di Sydney 2000 nel C1 1000 m.

## Palmarès
- Olimpiadi
  - Sydney 2000: bronzo nel C1 1000 m.

- Mondiali
  - 1998: oro nel C1 1000 m.